# ステブラー・ロンスキー効果
ステブラー・ロンスキー効果（英: Staebler-Wronski effect、SWE） は水素化アモルファスシリコンで観測される現象であり、光照射によって材料の電気特性が可逆的に変化することを指す。ただ、主として電気特性の劣化のみを指す場合が多い。
水素化アモルファスシリコン (a-Si:H) の欠陥密度は光照射によって増加し、それが再結合電流を増加させ、太陽光の電気変換効率を低下させる。そのため、この効果は太陽光発電技術において克服すべき重要な課題となっている。
1977年にデイビッド・ステブラーとクリストファー・ロンスキーによって発見された。彼らは、水素化アモルファスシリコンの暗伝導率（暗視野下の電気伝導率のこと）と光伝導率が、強い光による長時間の照射によって大幅に減少することを示した。しかし、サンプルを150℃以上に加熱しアニーリングすると、暗伝導率と光伝導率は回復する。

## 現象と説明

### 実験事実
- 光照射によって暗伝導率と光伝導率は始め急速に低下した後、低い値で安定する。
- 光照射を中断しても伝導率に変化は見られない。サンプルが再び照射されると、光伝導性も再び低下する。

### 提案された説明
ステブラー・ロンスキー効果の正確な性質と原因は未だ解明されていない。ナノ結晶シリコンは、アモルファスシリコンよりもステブラー・ロンスキー効果の影響を受けにくいことから、アモルファスシリコンのSiネットワークの乱れがこの現象に主要な役割を果たしている可能性がある。他の可能性としては、アモルファスシリコンの水素濃度、複雑な結合機構、および不純物濃度の影響が考えられる。
歴史的に、最も支持されたモデルは「水素結合スイッチングモデル」である。これは、入射光によって形成された電子-正孔対が弱いSi-Si結合の近くで再結合し、その結合を切るのに十分なエネルギーを放出する可能性があることを提案している。次に、隣接するH原子が結合が切れたSi原子の1つと新しい結合を形成し、もう片方のSi原子のダングリングボンドを残す。このダングリングボンドが電子-正孔対をトラップできることで、流れる電流が減少する。しかし、新しい実験的証拠がこのモデルに疑問を投げかけている。近年では、「水素衝突モデル」が提案されており、これは空間的に離れた2つの再結合イベントが原因で、Si–H結合から水素が放出され、2つのダングリングボンドが生成されるとするものである。さらに、放出された水素原子は離れた位置において対を為した準安定状態を形成し、その場所で結合するとされている。

## 効果
アモルファスシリコン太陽電池の効率は通常、運転の最初の6か月で低下する。この低下は、材料の品質とデバイスの設計に応じて、10%から30%の範囲になる場合がある。この損失の大部分は、セルのフィルファクターに起因する。この最初の低下後、効果は平衡状態に達し、それ以上の劣化はほとんど引き起こされない。平衡状態は動作温度とともに変化するため、モジュールの性能は夏季にいくらか回復し、冬季には再び低下する傾向がある 。市販されているほとんどのa-Siモジュールは、SWEによる劣化が10%から15%の範囲であり、サプライヤーは通常、SWEによる劣化が安定した後の性能に基づいて効率を定めている。典型的なアモルファスシリコン太陽電池では、ステブラー・ロンスキー効果の結果として、効率は最初の6か月で最大30%低下し、フィルファクターは0.7以上から約0.6に低下する。この光誘起劣化は、光起電力材料としてのアモルファスシリコンの主な欠点となっている。

## SWHを減らす方法
- アモルファスシリコンの代わりにナノ結晶シリコンを使用する。
- より高い温度での動作。これは、PVを太陽光発電熱ハイブリッドソーラーコレクター (PVT) に統合することで実現できる。
- アモルファスシリコンの1つ以上の薄い層を他の材料と一緒に積み重ねて、多接合太陽電池を形成する[7]。薄い層に印加されるより高い電場はSWEを減少させるように見える。